# Evert Baerends
Evert (E.) Baerends (Westervoort, 8 maart 1937 - Tholen, 18 september 1985) was een Nederlands politicus van de ARP en later het CDA.

## Levensloop
Baerends was op jonge leeftijd actief in diverse besturen van landbouworganisaties.

### Politiek
In 1970 werd Baerends wethouder voor de ARP in Borsele. Op 1 september 1973 werd hij benoemd tot burgemeester van de gemeente Middenschouwen. Hier was hij burgemeester tot 1 december 1978.
In 1978 werd hij benoemd tot de burgemeester van Tholen. Naast zijn burgemeesterschap vervulde hij diverse functies op het maatschappelijk gebied.

### Persoonlijk
Baerends was getrouwd met A.G. Reinders. Actief lid van de gereformeerde kerk. Baerends is overleden ten gevolge van een auto-ongeluk tussen Tholen en Poortvliet.